# Eleutherodactylus patriciae
Eleutherodactylus patriciae là một loài ếch trong họ Leptodactylidae. Chúng là loài đặc hữu của Cộng hòa Dominica.
Môi trường sống tự nhiên của nó là các khu rừng vùng núi ẩm nhiệt đới hoặc cận nhiệt đới. Loài này đang bị đe dọa do mất môi trường sống.